# Departamento Central de Investigação e Ação Penal
O Departamento Central de Investigação e Ação Penal (DCIAP) é um órgão do Ministério Público de Portugal, a quem incumbe a coordenação e direção da investigação e prevenção da criminalidade violenta, altamente organizada ou de especial complexidade. Funciona na dependência da Procuradoria-Geral da República.
O seu atual diretor é o procurador-geral adjunto Francisco Álvaro André de Mendonça Narciso, empossado a 2 de setembro de 2022.

## História
O Departamento Central de Investigação e Ação Penal foi criado em 1998.

## Organização
É constituído por um procurador-geral adjunto, que dirige, e por procuradores da República, em número constante de quadro aprovado por portaria do Ministro da Justiça, ouvido o Conselho Superior do Ministério Público.

## Competência
Ao Departamento Central de Investigação e Ação Penal compete coordenar a direção da investigação dos seguintes crimes: 
- Contra a paz e a humanidade;
- Organização terrorista e terrorismo;
- Contra a segurança do Estado, com excepção dos crimes eleitorais;
- Tráfico de estupefacientes, substâncias psicotrópicas e precursores e associação criminosa para o tráfico;
- Branqueamento de capitais;
- Corrupção, peculato e participação económica em negócio;
- Insolvência dolosa;
- Administração danosa em unidade económica do sector público;
- Fraude na obtenção ou desvio de subsídio, subvenção ou crédito;
- Infrações económico-financeiras cometidas de forma organizada, nomeadamente com recurso à tecnologia informática;
- Infrações económico-financeiras de dimensão internacional ou transnacional.

## Diretores
- Procuradora-geral adjunta Cândida Almeida (2001–2013)
- Procurador-geral adjunto Amadeu Francisco Ribeiro Guerra (2013–2019)
- Procurador-geral adjunto Albano Manuel Morais Pinto (2019–2022)
- Procurador-geral adjunto Francisco Álvaro André de Mendonça Narciso (2022-presente)